# Cecidoxenus
Cecidoxenus is een geslacht van vliesvleugeligen uit de familie Pteromalidae. De wetenschappelijke naam van dit geslacht is voor het eerst geldig gepubliceerd in 1904 door Ashmead.

## Soorten
Het geslacht Cecidoxenus omvat de volgende soorten:
- Cecidoxenus aereifemur (Girault, 1915)
- Cecidoxenus nigrocyaneus Ashmead, 1904